# Johann Daniel von Menzel
Baron Johann Daniel von Menzel, nemško-avstrijski general, * 30. september 1698, † 25. junij 1744.

## Življenjepis
Po končanju študija na Univerzi v Leipzigu je v letih 1728−1740 služil v ruski vojski. Leta 1740 se je vrnil v domovino in še istega leta vstopil v avstrijsko službo. Pod avstrijsko zastavo se je boril med avstrijsko nasledstveno vojno, dokler ni bil 25. junija 1744 smrtno ranjen v bitki; umrl je naslednji dan.